# La Argentina (1884)
El buque escuela La Argentina fue una corbeta de la Armada Argentina. Adquirido en 1884 en Austria-Hungría, fue la nave de instrucción de la Escuela Naval Militar de 1884 a 1891.

## Historia
En 1887/88 el buque realizó el viaje de instrucción al Pacífico al mando del comodoro Martín Rivadavia. En 1889 fue asignado a la División Corbetas junto a la Paraná y Uruguay. El mismo año fue el primer buque en salur al nuevo Estado formado en Brasil.
En 1899 pasó a situación de desarme en Río Santiago; y en 1901 fue trasformado en pontón-faro permaneciendo así hasta 1915. Fue finalmente trasladado a Dársena Norte.